# هره برزیتی
در اوستا هره برزیتی یا هره بره زئیتی به زبان پهلوی هره برز یا هربورس آمیخته از دو بخش "هر"، به معنی کوه و برز به معنی بالا و بلند و بزرگ. در ادبیات پارسی «برزکوه» هم به معنی البرز آمده و ترجمهٔ تحت‌اللفظی آن است. این نام در زبان اوستایی به کوه افسانه‌ای اطلاق می‌شده است که ستارگان و سیارهها بر گرد آن می‌چرخیدند.